# Ежи и большой город
«Ежи и большой город» (латыш. Eži un lielpilsēta) — латвийский анимационный фильм режиссёра Эвалда Лациса. Оператором и автором сценария также является Эвалдс Лацис. Фильм снят на студии «Анимацияс Бригаде». В 2013 году на 63-м Берлинском международном кинофестивале в конкурсной программе «GenerationKplus» получил награду жюри и диплом детского жюри.

## Сюжет
Анимационный фильм «Ежи и большой город» рассказывает о ежах, которые, проснувшись после зимней спячки, обнаружили, что вместо леса, где они жили, появился город. Теперь ежам предстоит приспособиться к новым условиям.